# Ханга, Елена Абдулаевна
Елена Абдула́евна Ха́нга (род. 1 мая 1962, Москва, РСФСР, СССР) — советская, российская и американская журналистка, теле- и радиоведущая, актриса кино и телевидения, ютубер. Наиболее известна как ведущая популярных телешоу «Про это», «Принцип домино» и «Форт Боярд».

## Биография
Родилась в Москве 1 мая 1962 года. В детстве, как и её мать, занималась теннисом, играла за ЦСКА, её тренером была Анна Владимировна Дмитриева.
В 1984 году Елена окончила факультет журналистики МГУ, после чего стажировалась в Гарвардском и Нью-Йоркском университетах.
После МГУ работала корреспондентом в газете «Московские новости». Как журналист была на встрече М. Горбачёва и Р. Рейгана в Вашингтоне. В 1987 году Хангу по обмену пригласили в Бостон, где три месяца она стажировалась в газете «Christian Science Monitor». Затем возвратилась в Москву, после чего в 1989 году уехала в США по приглашению Фонда Рокфеллера. В 1997 году вернулась в Россию.
Помимо российского гражданства также имеет и американское гражданство, что позволило ей обвенчаться в Нью-Йорке.
Член общественного совета Российского еврейского конгресса.
С июля 2020 года — автор YouTube-канала «ХАНГость».

## Работа на телевидении и радио
В 1980-е годы играла за «Сборную мира» в КВН.
После стажировки в Америке в 1987 году была приглашена Александром Любимовым, Дмитрием Захаровым и Владиславом Листьевым в программу «Взгляд», где периодически появлялась в кадре. Работая в США, взяла интервью у Пеле.
С 1996 года стала работать на телеканале НТВ: делала спортивные репортажи. С сентября 1997 по январь 2000 года по инициативе главного продюсера НТВ Леонида Парфёнова была ведущей программы «Про это» — первого на российском ТВ ток-шоу на сексуальную тематику.
В 1998 году Елена Ханга стала соведущей Леонида Парфёнова в пробном пилотном выпуске телеигры «Русские в форте Байяр» с русскими участниками. Пилотный выпуск из трёх игр прошёл успешно. В сентябре 2000 года была в числе журналистов телеканала НТВ, освещавших летнюю Олимпиаду в австралийском Сиднее.
В апреле 2001 года на некоторое время покинула НТВ, выступала со своими статьями на страницах газеты «Московские новости» и выпускала в Нью-Йорке программу «Большой Вавилон» на NTV-International. Но уже в ноябре того же года вернулась на телеканал НТВ по приглашению тогдашнего главного продюсера компании Сергея Шумакова.
С декабря 2001 по апрель 2006 года была соведущей дневного ток-шоу «Принцип домино» на НТВ, изначально — в паре с Еленой Ищеевой, с 2004 года — с Еленой Старостиной, с 2005 года — с Даной Борисовой. С февраля 2004 года совмещала должность ведущей и руководителя этой программы, сменив на этой позиции Ивана Усачёва. Последняя постоянная программа с её участием на НТВ была закрыта в мае 2006 года. При этом сама Ханга в интервью Наталье Синдеевой на «Дожде» в ноябре 2018 года заявила, что официально уволилась с НТВ только 10 октября 2018 года (в день 25-летия телекомпании), а до этой даты продолжала числиться на канале «в отпуске» в должности телеведущей программ. Отсутствие на НТВ новых телепроектов со своим участием в указанный период ведущая связывает со сложными отношениями с тогдашним гендиректором компании Владимиром Кулистиковым, а собственный уход — с тем, что на канале не осталось почти никого из её друзей или близких знакомых.
В 2004 году — ведущая концерта «Запрещённые песни» на НТВ (совместно с Владимиром Соловьёвым).
Преподаёт в Высшей национальной Школе телевидения.
С осени 2009 года работала на российском англоязычном канале Russia Today. Изначально — в еженедельном ток-шоу «CrossTalk», с 18 мая 2013 по 23 января 2015 года — в разговорной программе «Точка отсчёта» (совместно с Александром Гурновым).
В 2010 году работала ведущей информационной программы «Здесь и сейчас» на телеканале «Дождь».
С августа 2010 по январь 2016 года — ведущая программ на радиостанции «Комсомольская правда»: «Женский клуб» (2010—2016), «Национальный вопрос» (2010—2011), «С пультом по жизни» (2011—2012), «В гостях у Елены Ханги» (2012—2014), «Особый случай» (2014—2015).
С 2011 по 2014 год вела передачу «С пультом по жизни» на «КП-ТВ».
Со 2 сентября 2019 по 25 мая 2020 года была ведущей ток-шоу «Своя правда», которое выходило на эстонском канале ETV+.
В ноябре 2022 года Ханга была участницей шоу «Наследники и самозванцы» по типу игры «Мафия» на телеканале ТВ3, но выбыла из шоу после третьего выпуска.

## Семья и личная жизнь
Отец — Абдула Кассим Ханга (1932—1969), сын имама, был премьер-министром Занзибара (1964), репрессирован после государственного переворота и погиб в тюрьме.
Мать — Лия (Лили) Оливеровна Голден (1934—2010), родилась в Ташкенте в семье афроамериканца Оливера Голдена (1892—1940) (был специалистом по хлопководству, его отец Хиллард Голден был рабом, потом стал богатым землевладельцем в Миссисипи, а его мать Кэтрин Голден была наполовину индианка) и Берты Исааковны Бялек (1905—1985) (польской еврейки по происхождению, её отец занимал пост раввина в Варшаве и преподавал в еврейской школе, позднее эмигрировал в Нью-Йорк). Родители Лии эмигрировали в СССР из США в 1931 году. Мать в юности занималась теннисом, выступала за сборную Узбекистана, окончила музыкальную школу. Поступила в университет, окончила исторический факультет МГУ, защитила кандидатскую диссертацию, учёный-историк, профессор Чикагского университета. С ней в общежитии МГУ жили Михаил Горбачёв и Раиса Горбачёва. Она дружила со Светланой Аллилуевой и посоветовала ей эмигрировать из СССР. Была единственной чернокожей сотрудницей в Институте имени Патриса Лумумбы, её наставниками были Пол Робсон и доктор Уильям Дюбуа. В советском паспорте у матери стояла национальность — негритянка.
- Муж Игорь Минтусов[51] — соучредитель и председатель совета директоров Агентства стратегических коммуникаций «Никколо М»[52][53].
  - Дочь Елизавета-Анна (род. 25 октября 2001)[54], названа в честь тренера по теннису Анны Владимировны Дмитриевой[2][46]. По словам Ханги:

Когда я в 25 лет брала интервью у известного врача, она назвала меня «старородящей». Это прозвучало как приговор, будто клеймо поставили! Но мама никогда не давила на меня: вот, тебе уже 20, 25, поезд уходит... А потом я узнала, что и в Америке люди только к 40 годам начинают осматриваться. И когда я в 39 лет сказала своему врачу, что хочу ребёнка, она ответила: «Слава богу, определилась!»

## Фильмография
| Год  |   | Название                                     | Роль                                                   |
| ---- | - | -------------------------------------------- | ------------------------------------------------------ |
| 1970 | ф | Чёрное солнце                                | эпизод                                                 |
| 1981 | ф | Восьмое чудо света                           | член судейского комитета                               |
| 1984 | ф | Человек-невидимка                            | служанка Салли                                         |
| 1986 | ф | Новые сказки Шахерезады                      | эпизод                                                 |
| 1987 | ф | Последняя ночь Шахерезады                    | эпизод                                                 |
| 2005 | с | Бальзаковский возраст, или Все мужики сво…-2 | клиентка Алисы (серия «Слишком хороший для неё»)       |
| 2006 | с | Евлампия Романова. Следствие ведёт дилетант  | Нгванья Мбоу, вирусолог («Прогноз гадостей на завтра») |
| 2006 | ф | Парк советского периода                      | камео                                                  |
| 2022 | с | Кабинет путешественника                      | Сараби                                                 |
| 2024 | с | Обоюдное согласие-2                          | Ида Александровна Кузнецова, адвокат Марины            |

Также снималась в телевизионной рекламе.

## Писательская деятельность
В 2001 году опубликовала книгу «Про всё» ISBN 5-264-00558-3 / ISBN 978-5-264-00558-9 / ISBN 5-264-00558-3, посвящённую в значительной степени выяснению своих родовых и этнокультурных корней.
В 2007 году вместе с Олегом Вакуловским опубликовала детектив «Третье пророчество».